# Harborside (Tranvía de San Diego)
Harborside es una estación del Trolley de San Diego localizada en San Diego, California funciona con la línea Azul. La estación norte de la que procede a esta estación es Barrio Logan y la estación siguiente sur es Pacific Fleet.

## Zona
La estación se encuentra localizada entre la 28ª Calle y E Harbor Dr muy cerca de la fábrica NASCO.

## Conexiones
La línea de autobús que sirve a esta estación es la Ruta 929, localizada en la Calle Main. 